# Steven Clauss
Steven Clauss (* 6. Oktober 1957 in New York City) ist ein deutsch-amerikanischer Basketballtrainer und -funktionär.

## Karriere
Clauss wurde in New York geboren, seine Eltern waren nach dem Zweiten Weltkrieg von Deutschland in die Vereinigten Staaten ausgewandert. Er betrieb als Heranwachsender mehrere Sportarten, darunter Basketball, American Football, Baseball und Ringen. Nachdem seine Familie in den 1970er Jahren nach Deutschland zurückgekehrt war, ging er in Kronberg zur Schule und spielte beim MTV Kronberg Basketball. Bei dem Verein war er mit Anfang 20 Trainer der Damen.
Er studierte zunächst drei Semester Jura und schloss im Anschluss ein Lehramtsstudium ab, bevor er 1983 seine Trainer-A-Lizenz erhielt. Mitte der 1980er Jahre trainierte er die Damen von Bayer Leverkusen in der Bundesliga. 1989 schloss er seine Ausbildung an der Trainerakademie in Köln ab. 1993 war er deutscher Damen-Bundestrainer. In der Saison 1994/95 war Clauss Trainer des Zweitligisten TK Hannover. Er arbeitete für den Bundesligaverein Brandt Hagen, den Zweitligisten Paderborn und gehörte als Co-Trainer später zum Stab des Bundesligisten Bamberg. Als Co-Trainer der deutschen U22-Nationalmannschaft betreute er unter anderem Dirk Nowitzki.
Von 2001 bis 2008 hatte Clauss die Leitung der Basketball-Akademie Rhein-Main inne, ehe er in der Saison 2007/08 in der Bundesliga-Mannschaft der Skyliners Frankfurt als Assistent von Cheftrainer Murat Didin wirkte. Clauss war in seiner Frankfurter Zeit an der Entdeckung und Förderung von Spielern wie Malick Badiane, Rudy Mbemba und Alex King beteiligt. Er gehörte dem Vorstand der Arbeitsgemeinschaft 2. Basketball-Bundesliga an und war Mitglied des Ligaausschusses der Nachwuchs-Basketball-Bundesliga.
Zwischen November 2008 und Juni 2010 amtete er als Sportdirektor des Deutschen Basketball Bundes. Schon vorher war Clauss für den DBB tätig, unter anderem als Co-Trainer der A2-Nationalmannschaft, mit der er an der Sommeruniversiade 2007 teilnahm, sowie als Bundestrainer im weiblichen Jugendbereich. Von August 2010 bis Juli 2011 gehörte er als Co-Trainer zum Bundesligisten EnBW Ludwigsburg. Im Sommer 2012 betreute er als Cheftrainer die deutsche Studentennationalmannschaft in der Spielart 3-gegen-3.
In der Saison 2013/14 leitete er als Cheftrainer die Geschicke der Spielgemeinschaft Eintracht Frankfurt/Skyliners Frankfurt in der Nachwuchs-Basketball-Bundesliga.
Ende Oktober 2014 wurde er als Nachfolger des entlassenen US-Amerikaners Ty Shaw Cheftrainer der TG Hanau in der 2. Bundesliga ProB. Unter Clauss’ Leitung kam Hanau in der Saison 2014/15 auf den vierten Rang in der Hauptrunde und erreichte das Playoff-Viertelfinale. Nach der Saison trennten sich Clauss und der Hanauer Verein, als man keine Einigung über eine weitere Zusammenarbeit erzielte. Im Sommer 2015 war Clauss als Co-Trainer Mitglied des Betreuerstabes der deutschen U20-Nationalmannschaft.
Im Dezember 2015 übernahm er das Amt des Cheftrainers beim Drittligisten Dresden Titans und brachte die Mannschaft innerhalb kurzer Zeit auf Erfolgskurs: Clauss führte Dresden im Frühjahr 2016 ins Playoff-Halbfinale, da weitere Anwärter verzichteten, stiegen die Titans in die zweithöchste deutsche Spielklasse, die 2. Bundesliga ProA, auf. Anschließend wurde Clauss’ Vertrag in Dresden um zwei Jahre verlängert. Am 29. November 2016 wurde Clauss in Dresden entlassen. Zum Zeitpunkt der Trennung stand die Mannschaft mit einem Sieg und zwölf Niederlagen auf dem letzten Platz der 2. Bundesliga Pro A.
Im Juni 2017 wurde er Co-Trainer des Bundesligisten Basketball Löwen Braunschweig. Da sich Cheftrainer Frank Menz im November 2017 einen Quadrizepssehnenriss zuzog, daraufhin operiert werden musste und sein Amt vorübergehend nicht ausüben konnte, übernahm Clauss während dieser Zeit interimsweise den Posten. Er blieb bis zum Ende des Spieljahres 2018/19 Co-Trainer in Braunschweig und wechselte in der Sommerpause 2019 zu Science City Jena in die 2. Bundesliga ProA, um dort ebenfalls als Co-Trainer von Frank Menz zu arbeiten. Seine Amtszeit in Jena ging im Juni 2021 zu Ende. Vom Deutschen Basketball-Bund wurde er in der Trainerausbildung als Referent eingesetzt.